# Matang Jrok
Matang Jrok is een bestuurslaag in het regentschap Aceh Timur van de provincie Atjeh, Indonesië. Matang Jrok telt 266 inwoners (volkstelling 2010).